# Morpho peleides
Морфо Пелеида (лат. Morpho peleides) — бабочка из рода Морфо семейства Нимфалиды.

## Описание
Ярко-синий цвет крыльев бабочки обусловлен дифракцией света от миллионов крошечных чешуек на ее крыльях. Она быстро размахивает крыльями и тем самым отпугивает хищников. Размах крыльев колеблется от 7,5 до 20 см (3,0–7,9 дюйма). Весь жизненный цикл бабочки blue morpho, от яйца до взрослой особи, составляет всего 115 дней. Личинки питаются бобовыми. Взрослые особи пьют соки из фруктов, таких, как манго, киви и личи.
Личинки бабочек иногда поедают друг друга. Они представляют собой гусениц красно-коричневого цвета с ярко-зелёными пятнами.

## Ареал
Бабочки обитают в Центральной Америке (в том числе в Коста-Рике, Сальвадоре), в Парагвае, Мексике, на Тринидаде.

## Галерея

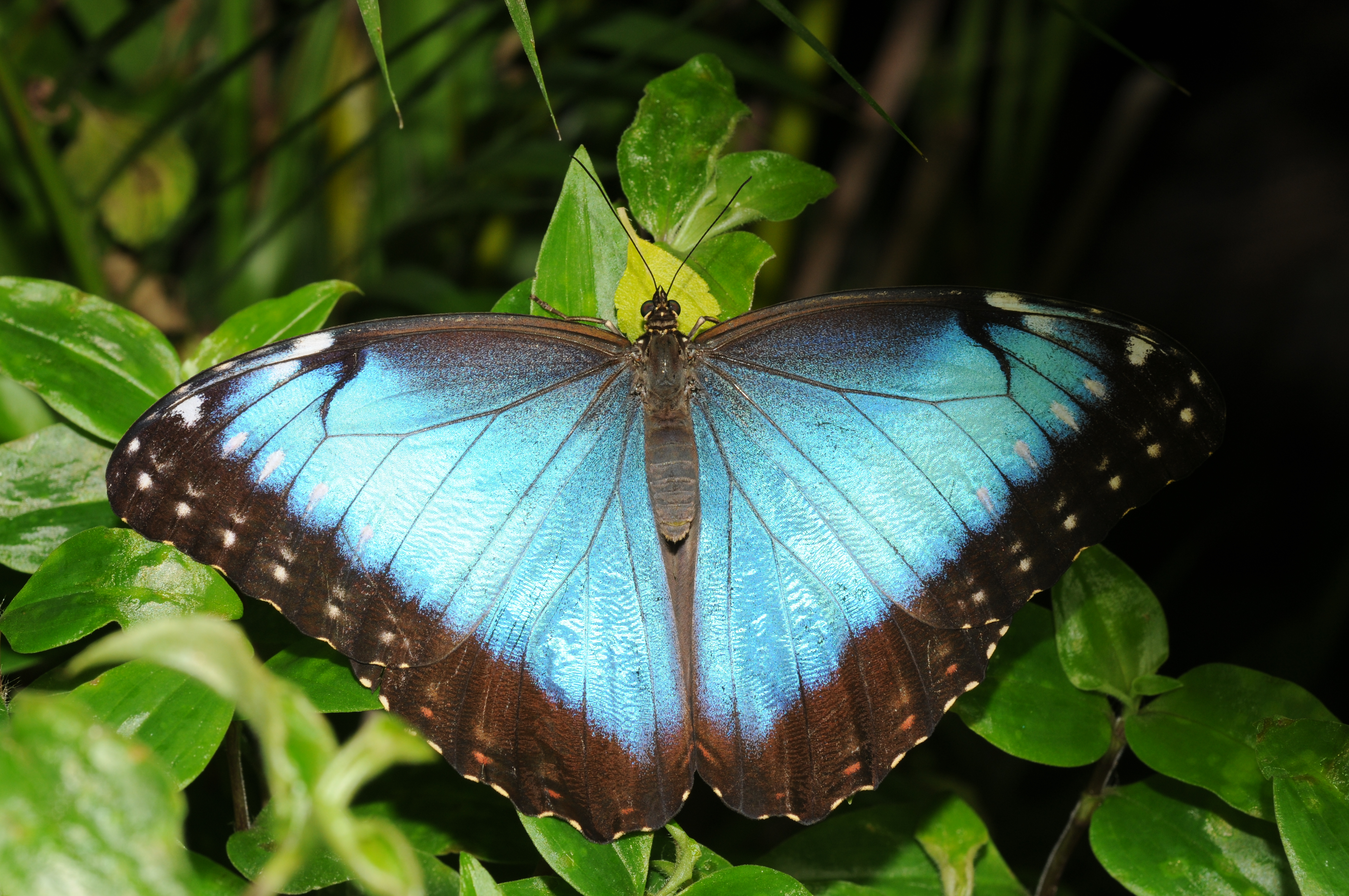
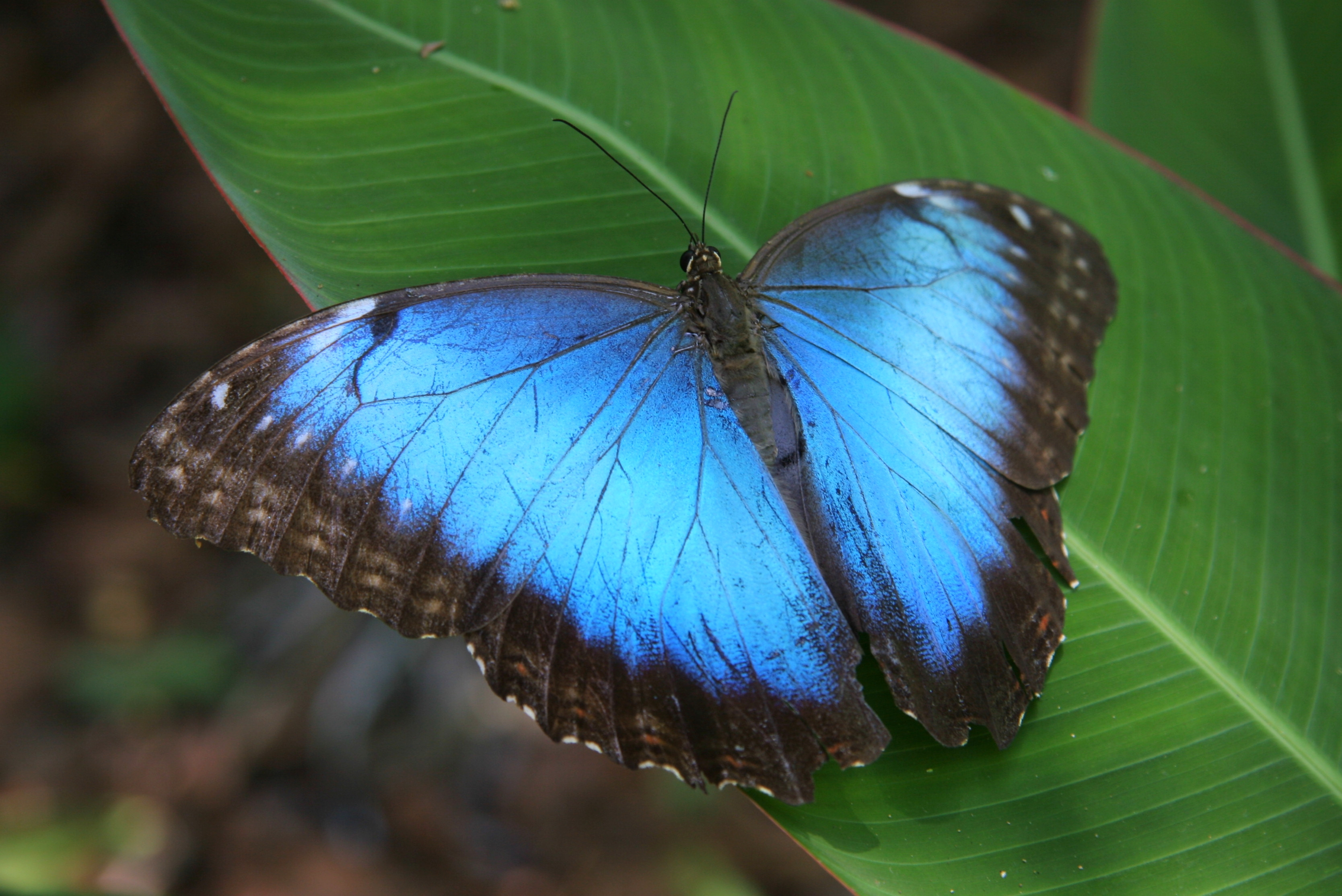
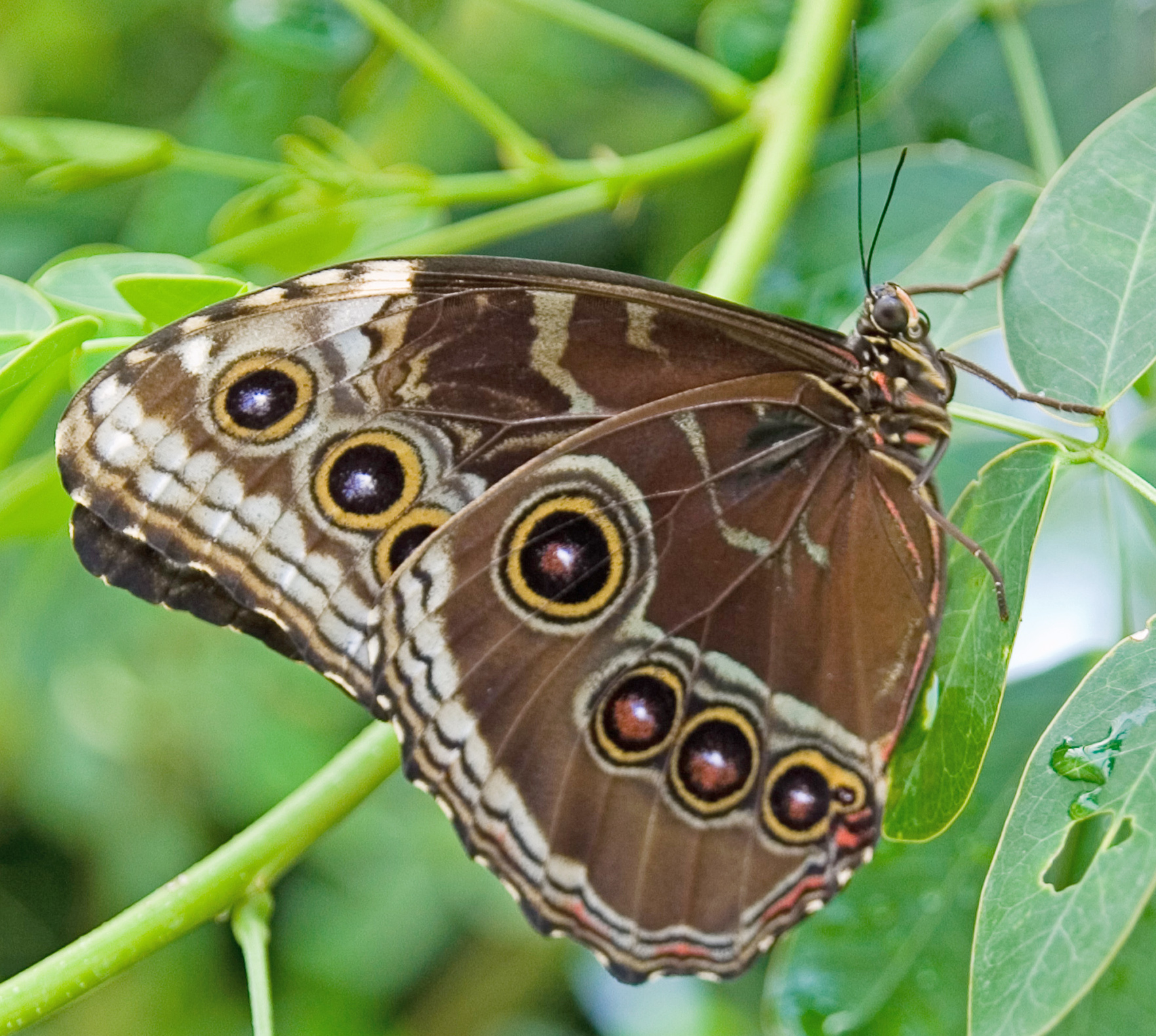